# Leptorhynchos gaddisi
Leptorhynchos (що означає «тонкий дзьоб») — це вимерлий рід динозаврів, відомий з пізньої крейди (кампанійсько-маастрихтського періоду) формації Агуджа на заході Техасу в США. Він жив ≈ 80.5–72 мільйони років тому. Він відрізняється від своїх родичів Chirostenotes і Anzu меншим розміром і більш сильно загнутою нижньою щелепою, подібною до такої у овірапторид. Спеціалізація дзьоба лепторинхів та інших ценагнатид дозволяє припустити, що вони були травоїдними. Вид L. elegans з тих пір був перенесений в рід Citipes, залишивши в роді лише типовий вид L. gaddisi.
Leptorhynchos був поміщений в Elmisaurinae.